# Küdema
Küdema – wieś w Estonii, w prowincji Sarema, w gminie Mustjala.